# Sun Yue (Basketballspieler)
Sun Yue (chinesisch 孫悅 / 孙悦, Pinyin Sūn Yuè; * 6. November 1985 in Cangzhou, VR China) ist ein chinesischer Basketballspieler. 
Yue startete seine Karriere 2002 bei den Beijing Olympians und spielte bis 2008. Danach spielte er als fünfter chinesischer Spieler der NBA für die Los Angeles Lakers bzw. in deren Farmteam Los Angeles D-Fenders. In seiner einzigen NBA-Saison gewann er mit den Lakers die Meisterschaft. Daneben ist er seit 2004 für die chinesische Basketballnationalmannschaft im Einsatz. Am 16. März 2009 wurde Sun wieder in das A-Team berufen.